# Gandhinagar, Tamil Nadu
Gandhinagar là một thị xã của quận Vellore thuộc bang Tamil Nadu, Ấn Độ.

## Nhân khẩu
Theo điều tra dân số năm 2001 của Ấn Độ, Gandhinagar có dân số 9708 người. Phái nam chiếm 48% tổng số dân và phái nữ chiếm 52%. Gandhinagar có tỷ lệ 90% biết đọc biết viết, cao hơn tỷ lệ trung bình toàn quốc là 59,5%: tỷ lệ cho phái nam là 91%, và tỷ lệ cho phái nữ là 90%. Tại Gandhinagar, 7% dân số nhỏ hơn 6 tuổi.